# Liste von Terroranschlägen in Indonesien
Die Liste von Terroranschlägen in Indonesien beinhaltet eine Übersicht über in Indonesien verübte Terroranschläge.

## Erläuterung
In der Spalte Politische Ausrichtung ist die politische bzw. weltanschauliche Einordnung der Täter angegeben: faschistisch, rassistisch, nationalistisch, nationalsozialistisch, sozialistisch, kommunistisch, antiimperialistisch, islamistisch (schiitisch, sunnitisch, deobandisch, salafistisch, wahhabitisch), hinduistisch. Bei vorrangig auf staatliche Unabhängigkeit oder Autonomie zielender Ausrichtung ist autonomistisch vorangestellt, gefolgt von der Region oder der Volksgruppe und ggf. weiteren Merkmalen der Täter: armenisch, irisch (katholisch), kurdisch, tirolisch, tschetschenisch, dagestanisch, punjabisch (sikhistisch), palästinensisch.
Die Opferzahlen der Anschläge werden farbig dargestellt:

Die Zahl bei den Anschlägen getöteter/verletzter Täter ist in Klammern ( ) gesetzt.

## Vor 2000
| Datum/Beginn    | Ort     | Artikel/Quelle(n) | Täter          | Politische Ausrichtung                      | Mittel        | Ziel              | Tote | Verletzte | Hintergrund |
| --------------- | ------- | ----------------- | -------------- | ------------------------------------------- | ------------- | ----------------- | ---- | --------- | ----------- |
| 01. Januar 1989 | Dili    | [ 1 ]             | FRETILIN       | autonomistisch                              | Sprengstoff   | Munitionsdeponie  | 84   | 27        |             |
| 27. Juli 1996   | Jakarta | [ 2 ]             | Aktivisten     |                                             | Brandstiftung | Regierungsgebäude | 5    | 149       |             |
| 27. Mai 1997    | Baucau  | [ 3 ]             |                |                                             |               | Polizeikonvoi     | 2    | 40        |             |
| 19. Juli 1999   | Pidie   | [ 4 ]             | vermutlich GAM | autonomistisch, achinesisch-nationalistisch | Schusswaffen  | Soldaten          | 5    | 20        |             |

## 2000
| Datum/Beginn       | Ort     | Artikel/Quelle(n) | Täter                      | Politische Ausrichtung | Mittel                 | Ziel                     | Tote     | Verletzte | Hintergrund |
| ------------------ | ------- | --- | -------------------------- | --- | ---------------------- | ------------------------ | -------- | --------- | ----------- |
| 28. Mai 2000       | Medan   | [ 5 ] |                            | | Sprengsatz             | Kirche                   | 0        | 60        |             |
| 01. August 2000    | Jakarta | [ 6 ] | Jemaah Islamiyah           | islamisch-fundamentalistisch, panislamisch, salafistisch, wahhabitisch                                                    | Sprengsatz             | Philippinische Botschaft | 2        | 21        |             |
| 13. September 2000 | Jakarta | [ 7 ] |                            | | Autobombe              | Börse                    | 15       | 27        |             |
| 23. September 2000 | Maluku  | [ 8 ] | Muslimische Extremisten    | | Raketenwerfer, Gewehre | Christliche Zivilisten   | 1        | 27        |             |
| 28. November 2000  | Maluku  | [ 9 ] | Muslimische Extremisten    | |                        | Christliche Zivilisten   | 25 (+25) |           |             |
| 24. Dezember 2000  |         | [ 10 ] [ 11 ] [ 12 ] [ 13 ] [ 14 ] [ 15 ] [ 16 ] [ 17 ] [ 18 ] [ 19 ] [ 20 ] [ 21 ] [ 22 ] [ 23 ] [ 24 ] [ 25 ] [ 26 ] [ 27 ] [ 28 ] [ 29 ] [ 30 ] [ 31 ] [ 32 ] [ 33 ] [ 34 ] [ 35 ] [ 36 ] [ 37 ] [ 38 ] [ 39 ] [ 40 ] [ 41 ] [ 42 ] [ 43 ] [ 44 ] [ 45 ] [ 46 ] [ 47 ] [ 48 ] | Jemaah Islamiyah, al-Qaida | panislamisch, islamisch-fundamentalistisch, salafistisch, wahhabitisch, antikommunistisch, antizionistisch, antisemitisch | Sprengsätze            | Kirchen                  | 18 (+1)  | 118       |             |

## 2001
| Datum/Beginn      | Ort     | Artikel/Quelle(n) | Täter | Politische Ausrichtung               | Mittel        | Ziel                     | Tote | Verletzte | Hintergrund              |
| ----------------- | ------- | ----------------- | ----- | ------------------------------------ | ------------- | ------------------------ | ---- | --------- | ------------------------ |
| 22. Juli 2001     | Jakarta | [ 49 ]            |       |                                      | 2 Sprengsätze | Kirchen, Minibus         | 0    | 59        |                          |
| 09. August 2001   | Aceh    | [ 50 ]            | GAM   | autonomistisch, aceh-nationalistisch | Schusswaffen  | Palmölplantage, Arbeiter | 31   | 7         | Widerstandskampf in Aceh |
| 12. November 2001 | Maluku  | [ 51 ]            |       |                                      | 2 Sprengsätze | Zivilisten               | 2    | 20        |                          |

## 2002
| Datum/Beginn       | Ort          | Artikel/Quelle(n)      | Täter            | Politische Ausrichtung | Mittel                                      | Ziel                                       | Tote     | Verletzte | Hintergrund |
| ------------------ | ------------ | ---------------------- | ---------------- | ---------------------- | ------------------------------------------- | ------------------------------------------ | -------- | --------- | ----------- |
| 03. April 2002     | Ambon        | [ 52 ]                 |                  |                        | Autobombe                                   | Zivilisten                                 | 4        | 58        |             |
| 27. Juli 2002      | Ambon        | [ 53 ]                 |                  |                        | Sprengsatz                                  | Zivilisten                                 | 0        | 21        |             |
| 15. September 2002 | Maluku Utara | [ 54 ] [ 55 ] [ 56 ]   |                  |                        | Schusswaffen, Brandstiftung                 | Kirchen, Moscheen, Wohngebäude, Zivilisten | 2        | 36        |             |
| 12. Oktober 2002   | Kuta         | Anschlag von Bali 2002 | Jemaah Islamiyah | islamistisch           | 2 Selbstmordattentäter, einer mit Autobombe | US-Konsulat, Touristen in Lokalen          | 202 (+2) | 209       |             |

## 2003
| Datum/Beginn    | Ort     | Artikel/Quelle(n)                          | Täter                                 | Politische Ausrichtung | Mittel                             | Ziel  | Tote    | Verletzte | Hintergrund |
| --------------- | ------- | ------------------------------------------ | ------------------------------------- | ---------------------- | ---------------------------------- | ----- | ------- | --------- | ----------- |
| 05. August 2003 | Jakarta | Anschlag auf das Marriott Hotel in Jakarta | vermutlich Jemaah Islamiyah, al-Qaida | islamistisch           | Selbstmordattentäter mit Autobombe | Hotel | 14 (+1) | 149       |             |

## 2004
| Datum/Beginn       | Ort     | Artikel/Quelle(n)                                        | Täter                       | Politische Ausrichtung                                                               | Mittel                             | Ziel                   | Tote   | Verletzte | Hintergrund |
| ------------------ | ------- | -------------------------------------------------------- | --------------------------- | ------------------------------------------------------------------------------------ | ---------------------------------- | ---------------------- | ------ | --------- | ----------- |
| 09. September 2004 | Jakarta | Terroranschlag auf die australische Botschaft in Jakarta | vermutlich Jemaah Islamiyah | islamistisch, islamisch-fundamentalistisch, panislamisch, salafistisch, wahhabitisch | Selbstmordattentäter mit Autobombe | Australische Botschaft | 9 (+1) | 182       |             |

## 2005
| Datum/Beginn     | Ort             | Artikel/Quelle(n)      | Täter            | Politische Ausrichtung                                                               | Mittel                                | Ziel                               | Tote    | Verletzte | Hintergrund |
| ---------------- | --------------- | ---------------------- | ---------------- | ------------------------------------------------------------------------------------ | ------------------------------------- | ---------------------------------- | ------- | --------- | ----------- |
| 28. Mai 2005     | Sulawesi Tengah | [ 61 ] [ 62 ]          | Jemaah Islamiyah | islamistisch, islamisch-fundamentalistisch, panislamisch, salafistisch, wahhabitisch | 2 Sprengsätze                         | Polizeistation, Markt, Zivilisten  | 22      | 60        |             |
| 01. Oktober 2005 | Jimbaran, Kuta  | Anschlag von Bali 2005 | Jemaah Islamiyah | islamistisch                                                                         | 3 Selbstmordattentäter mit Autobomben | Restaurants, Touristen, Zivilisten | 20 (+3) | 100       |             |

## 2009
| Datum/Beginn  | Ort     | Artikel/Quelle(n) | Täter                       | Politische Ausrichtung                                                               | Mittel                 | Ziel   | Tote   | Verletzte | Hintergrund |
| ------------- | ------- | ----------------- | --------------------------- | ------------------------------------------------------------------------------------ | ---------------------- | ------ | ------ | --------- | ----------- |
| 17. Juli 2009 | Jakarta | [ 65 ] [ 66 ]     | vermutlich Jemaah Islamiyah | islamistisch, islamisch-fundamentalistisch, panislamisch, salafistisch, wahhabitisch | 2 Selbstmordattentäter | Hotels | 7 (+2) | 50        |             |

## 2011
| Datum/Beginn       | Ort       | Artikel/Quelle(n) | Täter                             | Politische Ausrichtung | Mittel               | Ziel                     | Tote   | Verletzte | Hintergrund |
| ------------------ | --------- | ----------------- | --------------------------------- | ---------------------- | -------------------- | ------------------------ | ------ | --------- | ----------- |
| 15. April 2011     | Cirebon   | [ 67 ]            | vermutlich Jamaah Ansharut Tauhid |                        | Selbstmordattentäter | Moschee in Polizeianlage | 0 (+1) | 29        |             |
| 25. September 2011 | Surakarta | [ 68 ]            | Jamaah Ansharut Tauhid            |                        | Selbstmordattentäter | Kirche                   | 0 (+1) | 22        |             |

## 2016
| Datum/Beginn    | Ort     | Artikel/Quelle(n)                       | Täter                      | Politische Ausrichtung     | Mittel                                        | Ziel                                       | Tote   | Verletzte | Hintergrund |
| --------------- | ------- | --------------------------------------- | -------------------------- | -------------------------- | --------------------------------------------- | ------------------------------------------ | ------ | --------- | ----------- |
| 14. Januar 2016 | Jakarta | Anschläge in Jakarta am 14. Januar 2016 | Jamaah Ansharut Daulah, IS | salafistisch, wahhabitisch | 2 Selbstmordattentäter, Sprengsätze, Pistolen | Einkaufszentrum, Polizeiposten, Zivilisten | 4 (+4) | 25        |             |

## 2018
| Datum/Beginn | Ort                | Artikel/Quelle(n)              | Täter | Politische Ausrichtung     | Mittel                                                                 | Ziel                                         | Tote     | Verletzte | Hintergrund |
| ------------ | ------------------ | ------------------------------ | ----- | -------------------------- | ---------------------------------------------------------------------- | -------------------------------------------- | -------- | --------- | ----------- |
| 13. Mai 2018 | Surabaya, Sidoarjo | Anschläge im Mai 2018 auf Java | IS    | salafistisch, wahhabitisch | Selbstmordattentäter, Selbstmordattentäter mit Autobomben, Sprengsätze | 3 Kirchen, Apartment-Komplex, Polizeigebäude | 15 (+13) | 57        |             |

## 2021
| Datum/Beginn  | Ort      | Artikel/Quelle(n) | Täter                             | Politische Ausrichtung | Mittel                              | Ziel       | Tote   | Verletzte | Hintergrund |
| ------------- | -------- | ----------------- | --------------------------------- | ---------------------- | ----------------------------------- | ---------- | ------ | --------- | ----------- |
| 28. März 2021 | Makassar | [ 76 ]            | vermutlich Jamaah Ansharut Daulah |                        | 2 Selbstmordattentäter auf Motorrad | Kathedrale | 0 (+2) | 20        |             |